# Mistrzostwa Europy Juniorów w Bobslejach 2022
Mistrzostwa Europy Juniorów w Bobslejach 2022 – zawody o tytuł mistrza Europy juniorów w bobslejach. Odbyły się w dniach 14–15 stycznia 2022 roku w niemieckim Winterbergu. Na mistrzostwach zostały rozegrane cztery konkurencje: monobob kobiet (po raz pierwszy w historii), dwójka kobiet, dwójka mężczyzn oraz czwórka mężczyzn.

## Wyniki

### Monobob kobiet
| Pozycja | Zawodniczka      | Reprezentacja | 1. ślizg | 1. ślizg | 2. ślizg | 2. ślizg | Czas łączny | Strata |
| Pozycja | Zawodniczka      | Reprezentacja | Czas     | Pozycja  | Czas     | Pozycja  | Czas łączny | Strata |
| ------- | ---------------- | ------------- | -------- | -------- | -------- | -------- | ----------- | ------ |
| 1.      | Georgeta Popescu | Rumunia       | 1:00,76  | 1.       | 1:00,76  | 1.       | 2:01,52     | –      |
| 2.      | Julia Słupecka   | Polska        | 1:01,39  | 2.       | 1:01,37  | 2.       | 2:02,76     | +1,24  |
| 3.      | Camila Copain    | Francja       | 1:02,46  | 3.       | 1:02,27  | 3.       | 2:04,73     | +3,21  |

### Dwójka kobiet
| Pozycja | Zawodniczki                    | Reprezentacja | 1. ślizg | 1. ślizg | 2. ślizg | 2. ślizg | Czas łączny | Strata |
| Pozycja | Zawodniczki                    | Reprezentacja | Czas     | Pozycja  | Czas     | Pozycja  | Czas łączny | Strata |
| ------- | ------------------------------ | ------------- | -------- | -------- | -------- | -------- | ----------- | ------ |
| 1.      | Maureen Zimmer Anabel Galander | Niemcy        | 57,27    | 1.       | 57,35    | 1.       | 1:54,62     | –      |
| 2.      | Georgeta Popescu Antonia Sarbu | Rumunia       | 58,41    | 2.       | 58,44    | 2.       | 1:56,85     | +2,23  |

### Dwójka mężczyzn
| Pozycja | Zawodnicy                           | Reprezentacja | 1. ślizg | 1. ślizg | 2. ślizg | 2. ślizg | Czas łączny | Strata |
| Pozycja | Zawodnicy                           | Reprezentacja | Czas     | Pozycja  | Czas     | Pozycja  | Czas łączny | Strata |
| ------- | ----------------------------------- | ------------- | -------- | -------- | -------- | -------- | ----------- | ------ |
| 1.      | Philipp Zielasko Henrik Proske      | Niemcy        | 55,97    | 2.       | 55,86    | 1.       | 1:51,83     | –      |
| 2.      | Maximilian Illmann Felix Dahms      | Niemcy        | 55,96    | 1.       | 56,00    | 2.       | 1:51,96     | +0,13  |
| 3.      | Timo Rohner Mathieu Hersperger      | Szwajcaria    | 56,22    | 3.       | 56,16    | 3.       | 1:52,38     | +0,55  |
| 4.      | Stiepan Dubinko Aleksiej Kislica    | Rosja         | 56,70    | 4.       | 56,55    | 4.       | 1:53,25     | +1,42  |
| 5.      | Wiaczesław Popow Jegor Grjaznow     | Rosja         | 56,72    | 6.       | 56,71    | 5.       | 1:53,43     | +1,60  |
| 6.      | Maksim Bankow Nikita Czaban         | Rosja         | 56,71    | 5.       | 56,88    | 6.       | 1:53,59     | +1,76  |
| 7.      | Andrei Nica Mihai Calancea          | Rumunia       | 56,88    | 7.       | 56,90    | 7.       | 1:53,78     | +1,95  |
| 8.      | Martin Kranz Arda Uz                | Liechtenstein | 56,90    | 9.       | 56,98    | 8.       | 1:53,88     | +2,05  |
| 9.      | Markus Kaiser Luca Volgger          | Austria       | 56,89    | 8.       | 57,01    | 9.       | 1:53,90     | +2,07  |
| 10.     | Jēkabs Kalenda Regnars Kirejevs     | Łotwa         | 57,23    | 10.      |          |          |             |        |
| 11.     | Matej Behounek Petr Fomenko         | Czechy        | 57,24    | 11.      |          |          |             |        |
| 12.     | Radosław Sobczyk Kacper Jastrzębski | Polska        | 57,51    | 12.      |          |          |             |        |
| 13.     | Nathan Besnard Kilian Latrompette   | Francja       | 57,78    | 13.      |          |          |             |        |

### Czwórka mężczyzn
| Pozycja | Zawodnicy                                                                 | Reprezentacja | 1. ślizg | 1. ślizg | 2. ślizg | 2. ślizg | Czas łączny | Strata |
| Pozycja | Zawodnicy                                                                 | Reprezentacja | Czas     | Pozycja  | Czas     | Pozycja  | Czas łączny | Strata |
| ------- | ------------------------------------------------------------------------- | ------------- | -------- | -------- | -------- | -------- | ----------- | ------ |
| 1.      | Nico Semmler Oliver Peschk Rupert Schenk Marvin Paul                      | Niemcy        | 54,53    | 1.       | 54,68    | 1.       | 1:49,21     | –      |
| 2.      | Timo Rohner Pascal Moser Mathieu Hersperger Quentin Juillard Roman Wägeli | Szwajcaria    | 55,32    | 3.       | 55,06    | 2.       | 1:50,38     | +1,17  |
| 3.      | Stiepan Dubinko Nikita Iwanow Aleksiej Kislica Ilja Iwanow                | Rosja         | 55,13    | 2.       | 55,44    | 3.       | 1:50,57     | +1,36  |
| 4.      | Maksim Bankow Danił Alechanow Nikita Czaban Dmitrij Abramow               | Rosja         | 55,91    | 4.       | 55,45    | 4.       | 1:51,36     | +2,15  |